# Maotai
Il Maotai (o Moutai come viene scritto sulla etichetta, in cinese tradizionale 茅台酒, cinese semplificato 茅台酒, pinyin Máotái jiǔ) è il liquore più famoso di tutta la Cina. È distillato nel paese omonimo sito nel distretto di Renhuai, provincia del Guizhou (prefettura di Zunyi), Cina sud-occidentale. 

## Storia
Le sue origini risalgono a oltre duemila anni fa. Si narra che all'epoca della dinastia Han gli imperatori preferissero bere il Maotai. Nel XX secolo il liquore conobbe la diffusione in tutto il mondo risultando vincitore di premi internazionali. Infatti il Maotai è diventato noto al mondo dopo aver vinto una medaglia d'oro al Panama-Pacific International Exposition (PPIE) tenutasi a San Francisco, California, nel 1915. Un altro momento di celebrità internazionale il Maotai lo visse quando, durante un pranzo di stato, Mao Zedong lo offrì a Richard Nixon, e si narra che Henry Kissinger disse a Deng Xiaoping, durante un incontro di lavoro, che "se avessero continuato a bere Maotai, avrebbero risolto qualsiasi problema sul tavolo".

## Caratteristiche
Gli ingredienti del Maotai sono il frumento e il sorgo. La distillazione segue un iter molto complesso, con regole scritte in un preciso protocollo. Il preparato da cui si otterrà poi il Maotai subisce, una volta al mese, otto distillazioni successive. Dopo la distillazione, il liquore viene fatto invecchiare svariati anni in giare di una porcellana speciale. L'intero periodo di lavorazione richiede cinque o sei anni. Il Maotai ha una gradazione alcolica intorno al 50-55%.

## Produzione
Il Maotai viene prodotto in una profonda vallata incassata fra i monti, a 400 metri di altitudine; il clima è relativamente mite, e questo fa sì che ci siano ottime condizioni per la fermentazione. Attraverso il villaggio scorre il fiume Chishui, che origina sui monti circostanti. La purezza delle acque del fiume è uno dei principali segreti del Maotai. Inoltre le vasche di fermentazione del Maotai sono fatte di una terra particolare chiamata, per il suo colore rosso, la terra “cinabro”. Anche questa terra è originaria del villaggio Maotai e contribuisce anch'essa a conferire al distillato il suo particolare aroma.